# Bijzondere opsporingsdienst
Een bijzondere opsporingsdienst is in Nederland een speciaal aangewezen overheidsdienst die tot taak heeft regels te handhaven door strafbare feiten op te sporen die op een speciaal terrein liggen. Zij onderscheiden zich daarin van de politie, die een taak heeft in de opsporing van strafbare feiten in het algemeen. Een voorbeeld van zo'n bijzondere opsporingsdienst is de Nederlandse Voedsel- en Warenautoriteit, die bijvoorbeeld overtredingen van een vervoersverbod bij besmettelijke dierziektes opspoort. 
De op 1 juni 2007 ingevoerde Wet op de bijzondere opsporingsdiensten wijst vier diensten aan als bijzondere opsporingsdienst. De volgende tabel toont welke diensten dit zijn:
| Opsporingsdienst                                                                                | Werkterrein            | Minister waar de dienst onder valt                |
| ----------------------------------------------------------------------------------------------- | ---------------------- | ------------------------------------------------- |
| Nederlandse Voedsel- en Warenautoriteit (NVWA)                                                  | landbouw               | Minister van Landbouw, Natuur en Voedselkwaliteit |
| Fiscale inlichtingen- en opsporingsdienst (FIOD)                                                | financiën en economie  | Minister van Financiën                            |
| Sociale Inlichtingen- en Opsporingsdienst (SIOD)                                                | sociale zekerheid      | Minister van Sociale Zaken en Werkgelegenheid     |
| Inlichtingen- en Opsporingsdienst van het Ministerie van Infrastructuur en Waterstaat (ILT-IOD) | milieu en leefomgeving | Minister van Infrastructuur en Waterstaat         |

De genoemde diensten bestonden al in een of andere vorm voordat de Wet op de bijzondere opsporingsdiensten in werking trad, maar door die wet worden hun bevoegdheden voor het eerst op een uniforme wijze geregeld. 
Deze opsporingsdiensten zijn belast met de (strafrechtelijke) handhaving van de ordeningswetgeving (regels op het gebied van bijvoorbeeld brandveiligheid, milieu, horeca en bouw- en woningtoezicht). In algemene zin is hiervoor ingegaan op de handhavingstaak van de bijzondere opsporingsdiensten.

## Taken
- De bijzondere opsporingsdienst is belast met de strafrechtelijke handhaving van de rechtsorde op het beleidsterrein waarvoor een specifieke minister verantwoordelijk is.
- In opdracht kan de bijzondere opsporingsdienst ook worden belast met de strafrechtelijke handhaving van de rechtsorde op een beleidsterrein van een andere minister.
- Daarbij is de bijzondere opsporingsdienst ook belast met de opsporing van (andere) strafbare feiten die in het kader van die taakuitvoering worden geconstateerd. Ook kan de officier van justitie de bijzondere opsporingsdienst belasten met de opsporing van andere strafbare feiten.

Gelet op de taakopdracht van de bijzondere opsporingsdienst is ervoor gekozen de bijzondere opsporingsdiensten een algemene opsporingsbevoegdheid toe te kennen, op basis van artikel 141 van het Wetboek van Strafvordering.  Dit is in lijn met het feit dat de opsporingsdiensten als organisatie een formeelwettelijke grondslag hebben gekregen en zij "de algehele strafrechtelijke handhaving van de rechtsorde op het beleidsterrein waarvoor de minister waaronder zij ressorteren verantwoordelijkheid draagt" als formele en in de wet vastgelegde taakopdracht hebben. De wet geeft de Bijzondere opsporingsdiensten ook het recht tot opsporing van strafbare feiten, die daarbij worden geconstateerd of waartoe de officier van justitie opdracht heeft gegeven.
Deze opsporingsdiensten krijgen opdrachten van het Functioneel Parket van het Openbaar Ministerie (OM).